# Tainia wrayana
Tainia wrayana là một loài thực vật có hoa trong họ Lan. Loài này được (Hook.f.) J.J.Sm. miêu tả khoa học đầu tiên năm 1912.